# Hexactinosida
Ordre
Taxons de rang inférieur
- Aphrocallistidae
- Auloplacidae
- Craticulariidae
- Cribrospongiidae
- Dactylocalycidae
- Euretidae
- Farreidae
- Fieldingiidae
- Hexactinosida incertae sedis
- Tretodictyidae

Les Hexactinosida forment un ordre d'éponges hexactinellides (encore appelées éponges siliceuses, éponges hyalines ou éponges de verre. 
Certains représentants de l'ordre sont connus sous la forme fossile.